# Limnophyes mariae
Limnophyes mariae är en tvåvingeart som beskrevs av James E. Sublette och Sasa 1994. Limnophyes mariae ingår i släktet Limnophyes och familjen fjädermyggor.
Artens utbredningsområde är Guatemala. Inga underarter finns listade i Catalogue of Life.